# (21016) Miyazawaseiroku
(21016) Miyazawaseiroku (1988 VA) – planetoida z pasa głównego asteroid okrążająca Słońce w ciągu 3,79 lat w średniej odległości 2,43 j.a. Odkryta 2 listopada 1988 roku.